# Kosmos 672
Kosmos 672 byl druhý bezpilotní test lodě kosmické lodi Sojuz verze 7K-TM určené pro let Sojuz-Apollo. Loď byla modernizována a vybavena androgynním stykovacím zařízením.

## Parametry mise
- Kosmická loď:Sojuz 7K-OK
- Hmotnost:6510 až 6680 kg
- Posádka:žádná
- Start:12. srpna 1974
- Přistání:18. srpna 1974